# Basilia magnoculus
Basilia magnoculus är en tvåvingeart som först beskrevs av Schuurmans Stekhoven 1942.  Basilia magnoculus ingår i släktet Basilia och familjen lusflugor. Inga underarter finns listade i Catalogue of Life.